# Stridsvagn 103
Stridsvagn 103 (Strv 103), còn được biết đến dưới tên gọi "S-tank", là xe tăng chủ lực của Quân đội Thụy Điển thời hậu Đệ Nhị Thế Chiến. Xe tăng này được biết đến rộng rãi vì thiết kế phi truyền thống: xe không có tháp pháo, súng được điều hướng bằng cách xoay xe hoặc điều chỉnh hệ thống treo tháp pháo. Thông thường, các xe chiến đấu không có tháp pháo được xem là pháo tự hành hoặc pháo chống tăng, tuy nhiên, Strv 103 vẫn được xem là xe tăng chiến đấu chủ lực.
Strv 103 được thiết kế và sản xuất ở Thụy Điển. Nó được phát triển vào những năm 1950 và là xe tăng duy nhất sử dụng động cơ tuốc bin. Xe có thiết kế thấp nhằm gia tăng khả năng sống sót của xe và khả năng bảo vệ kíp lái.Những chiếc Strv 103 chiếm phần lớn trong quân đội Thụy Điển từ những năm 1960 tới giữa những năm 1990, sau đó, chúng đã bị loại biên và thay thế bằng Stridsvagn 121 và Stridsvagn 122 (các phiên bản Leopard 2 của Thụy Điển).